# Epsilon Leonis
Epsilon Leonis (ε Leonis, ε Leo), conosciuta anche con i nomi tradizionali di Ras Elased Australis, Asad Australis e Algenubi, è una stella nella costellazione del Leone distante 250 anni luce dalla Terra. La sua magnitudine apparente è +2,98.

## Caratteristiche fisiche
Epsilon Leonis è una gigante gialla che si trova nella fase di transizione da una normale stella azzurra di sequenza principale alla fase di gigante rossa. La sua massa è circa 4 volte quella del Sole, con un raggio 23 volte superiore e una luminosità che è equivalente a quella di 23.000 Soli. Sembra anche mostrare le caratteristiche di variabile cefeide, con una variazione di 1/10 di magnitudine in un periodo di pochi giorni.